# Gmina Ngraçan
Gmina Ngraçan (alb. Komuna Ngraçan) – gmina położona w środkowo-zachodniej części Albanii. Administracyjnie należy do okręgu Mallakastra w obwodzie Fier. W 2011 roku populacja gminy wynosiła 588 osób, w tym 290 kobiet oraz 298 mężczyzn, z czego Albańczycy stanowili 86,49% mieszkańców. 
W skład gminy wchodzą dwie miejscowości: Ngraçan, Rribë.